# 卡努埃爾 (新墨西哥州)
卡努埃爾（英語：Carnuel）是位於美國新墨西哥州伯納利歐縣的普查規定居民點。

## 人口
根據2020年美國人口普查的數據，卡努埃爾的面積為13.85平方千米，當中陸地面積為13.77平方千米，而水域面積為0.08平方千米。當地共有人口1019人，而人口密度為每平方千米73.57人。